# Петар Сукачев
Петар Сукачев (Килчберг, 28. август 2005) српски је фудбалер који тренутно наступа за Војводину и Кабел.

## Каријера
У свом најранијем добу Сукачев је тренирао у Виоли из Ћуприје. Касније је био члан млађих категорија београдске Црвене звезде. Одатле је прешао у ГФК Јагодину где је као шеснаестогодишњак дебитовао и у сениорској конкуренцији те се током пролећа 2022. наметнуо као један од носилаца екипе. Након окончања такмичарске 2021/22. у Српској лиги Исток, на веб-сајту mSport је изгласан за најбољег младог фудбалера. Убрзо после тога је напустио састав. Лета исте године је прешао у омладинску екипу новосадске Војводине, потписавши професионални уговор с тим клубом. Истакао се током летњих припрема с првим тимом 2024, код тадашњег тренера Божидара Бандовића, а касније је био у конкуренцији за састав и на такмичарским сусретима. Дебитовао је у трећем колу сезоне 2024/25, на гостовању Чукаричком, где га је у другом полувремену заменио Бамиделе Јусуф. Још два пута је улазио у игру с клупе за резервне играче, а током пролећног дела сезоне је једном био у протоколу услед недостатка бонус фудбалера. За то време, у складу с установљеним Правилником, наступао је за екипу Кабела. Ту је, уз неколико наступа током јесени, стандардно одиграо други део сезоне у Српској лиги Војводине, доприневши освајању првог места на табели и пласману у виши степен такмичења. Услед запажених партија које је пружао на српсколигашким теренима, стручни штаб Војводине на челу с Мирославом Тањгом пружио му је конкретну прилику током летњих припрема 2025. Тако се и на отварању сезоне 2025/26, против сурдуличког Радника, нашао у стартној постави екипе као један од двојице бонуса уз Стефана Букинца. Првог дана августа 2025, Сукачев је потписао нови четворогодишњи уговор. Услед одложене утакмице између Војводине и Црвене звезде, наступио је за Кабел у првом колу Прве лиге Србије против Ушћа.

## Репрезентација
У октобру 2022. Сукачев је добио позив селектора млађе омладинске репрезентације Србије, Радована Кривокапића, за двомеч с вршњацима из Румуније.

## Начин игре
Сукачев је превасходно бочни офанзивни фудбалер. Сналази се на обе стране терена, док је током разигравања у екипи Кабела прилику добијао и у средини, иза најистуренијег играча на терену. Описан је као добар дриблер, а одликују га техничке и реализаторске способности.

## Статистика

### Клупска
Ажурирано 10. августа 2025.
|                        |          |                       |    |    |   |   |   |   |   |   |    |    |  |  |
| Јагодина               | 2021/22. | Српска лига Исток     | 12 | 3  | — | — | — | — | — | — | 12 | 3  |  |  |
|                        |          |                       |    |    |   |   |   |   |   |   |    |    |  |  |
| Војводина              | 2022/23. | Суперлига Србије      | —  | —  | — | — | — | — | — | — | 0  | 0  |  |  |
| Војводина              | 2023/24. | Суперлига Србије      | 0  | 0  | 0 | 0 | — | — | — | — | 0  | 0  |  |  |
| Војводина              | 2024/25. | Суперлига Србије      | 3  | 0  | 0 | 0 | 0 | 0 | — | — | 3  | 0  |  |  |
| Војводина              | 2025/26. | Суперлига Србије      | 3  | 0  | 0 | 0 | — | — | — | — | 3  | 0  |  |  |
| Војводина              | Укупно   | Укупно                | 6  | 0  | 0 | 0 | 0 | 0 | — | — | 6  | 0  |  |  |
|                        |          |                       |    |    |   |   |   |   |   |   |    |    |  |  |
| Кабел (уговорени клуб) | 2024/25. | Српска лига Војводина | 17 | 7  | — | — | — | — | — | — | 17 | 7  |  |  |
| Кабел (уговорени клуб) | 2025/26. | Прва лига Србије      | 1  | 0  | — | — | — | — | — | — | 1  | 0  |  |  |
| Кабел (уговорени клуб) | Укупно   | Укупно                | 18 | 7  | — | — | — | — | — | — | 18 | 7  |  |  |
|                        |          |                       |    |    |   |   |   |   |   |   |    |    |  |  |
| Каријера               | Каријера | Каријера              | 36 | 10 | 0 | 0 | 0 | 0 | — | — | 36 | 10 |  |  |
|                        |          |                       |    |    |   |   |   |   |   |   |    |    |  |  |

### Утакмице у дресу репрезентације
| Репрезентација Србије у узрасту до 18 година старости | Репрезентација Србије у узрасту до 18 година старости | Репрезентација Србије у узрасту до 18 година старости | Репрезентација Србије у узрасту до 18 година старости | Репрезентација Србије у узрасту до 18 година старости | Репрезентација Србије у узрасту до 18 година старости | Репрезентација Србије у узрасту до 18 година старости | Репрезентација Србије у узрасту до 18 година старости | Репрезентација Србије у узрасту до 18 година старости | Репрезентација Србије у узрасту до 18 година старости |
| #                                                     | Датум                                                 | Такмичење                                             | Локација                                              | Домаћин                                               | Резултат                                              | Гост                                                  | Гол                                                   | Реф.                                                  |                                                       |
| ----------------------------------------------------- | ----------------------------------------------------- | ----------------------------------------------------- | ----------------------------------------------------- | ----------------------------------------------------- | ----------------------------------------------------- | ----------------------------------------------------- | ----------------------------------------------------- | ----------------------------------------------------- | ----------------------------------------------------- |
| 1.                                                    | 25. октобар 2022.                                     | Пријатељска утакмица                                  |                                                       | Румунија                                              | 1 : 1                                                 | Србија                                                |                                                       | [ 34 ]                                                |                                                       |
| 2.                                                    | 27. октобар 2022.                                     | Пријатељска утакмица                                  |                                                       | Румунија                                              | 3 : 1                                                 | Србија                                                |                                                       | [ 35 ]                                                |                                                       |
| 2                                                     | Укупан број утакмица и постигнутих погодака           | Укупан број утакмица и постигнутих погодака           | Укупан број утакмица и постигнутих погодака           | Укупан број утакмица и постигнутих погодака           | Укупан број утакмица и постигнутих погодака           | Укупан број утакмица и постигнутих погодака           |                                                       |                                                       |                                                       |

## Трофеји, награде и признања

### Екипно
Кабел
- Српска лига Војводина: 2024/25.[19]

### Појединачно
- Најперспективнији фудбалер млађих категорија на подручју Фудбалског савеза Поморавског округа, у подели с Филипом Јорговановићем, за календарску 2021.[36]
- Најбољи млади фудбалер Српске лиге Исток у такмичарској 2021/22.[8][37]
- Тим Српске лиге Исток за сезону 2021/22.[38]